# Bankhaus Ladenburg

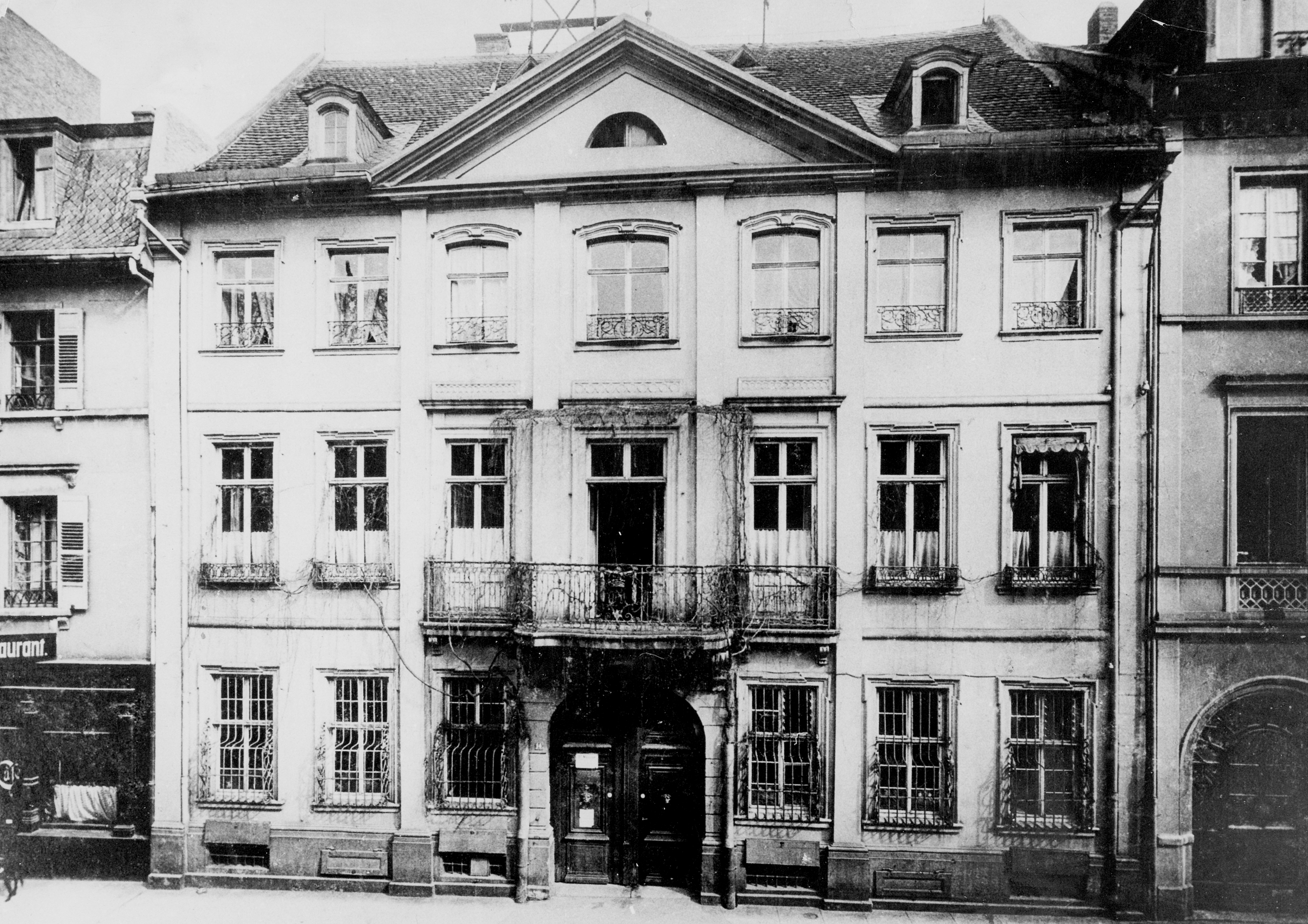
Das Bankhaus Ladenburg im Jahr 1907

Das Bankhaus W. H. Ladenburg & Söhne war eine Bank in Mannheim, die seit 1929 mit zur Deutschen Bank gehört.
Gegründet wurde die Bank von Wolf Hajum Ladenburg (1766–1851). Sie entstand 1785 aus bescheidensten Anfängen als Juwelen- und Geldhandelsgeschäft, förderte aber in späteren Jahrzehnten durch großzügige Kreditgewährung alle Teile der Mannheimer Wirtschaft, so dass die Geschichte dieses Bankhauses verbunden ist mit der Wirtschaftsgeschichte der Stadt Mannheim im 19. Jahrhundert. Mehr noch als der Gründer Wolf Ladenburg sind dessen Sohn Seligmann Ladenburg und vor allem Seligmanns Sohn Carl Ladenburg dafür verantwortlich.

## Geschichte
1838 wurde das Geschäft durch eine Filiale in Frankfurt am Main erweitert, die vom Enkel Ludwig Ladenburg, Hermann Ladenburgs Sohn, gegründet und 1848 von dessen Bruder Emil Ladenburg übernommen wurde. Weitere Filialen entstanden in Wien, London und New York.
Das Mannheimer Stammhaus galt unter Führung von Seligmann Ladenburg gleichsam als Spezialist für Industriefinanzierungen. So war es zum Beispiel schon 1842 gemeinsam mit dem Bankhaus Hohenemser, den Gebr. Mayer Zigarrenfabriken und anderen maßgeblich beteiligt an der Gründung der Mannheimer Dampfschleppschiffahrtsgesellschaft und trug am 25. März 1865 die Badische Anilin- u. Soda-Fabrik (BASF) in Ludwigshafen ins Handelsregister ein. Die Gründungsversammlung war im März in seinem Privathaus abgehalten worden und dabei waren allein sechs Mitglieder der Familie Ladenburg anwesend.
Im Jahr 1870 war das Bankhaus W. H. Ladenburg und Söhne mehrheitlich Mitbegründer der neuen Rheinischen Creditbank und 1871 Mitbegründer der Rheinischen Hypothekenbank. Die Rheinische Creditbank übernahm im Laufe der Jahre zahlreiche andere Privatbanken, zuletzt 1919 das Bankhaus H. L. Hohenemser und Söhne.
1905 hielt das Bankhaus Ladenburg 60 Prozent der neu gegründeten Süddeutschen Disconto-Gesellschaft, einem Ableger der Deutschen Disconto-Gesellschaft in Berlin. Aufgrund der zunehmenden Zahl von Industriebeteiligungen und daraus resultierend wachsender Verantwortung verschmolzen etliche private Bankhäuser zu größeren Aktiengesellschaften. So fusioniert schließlich auch die Süddeutsche Disconto-Gesellschaft zusammen mit der Rheinischen Creditbank und anderen am 29. Oktober 1929 mit der Deutschen Bank. Die Deutsche Bank hatte ihrerseits schon Jahre zuvor Anteile an der Rheinischen Creditbank erworben. Somit darf auch das von Wolf Ladenburg im Jahr 1785 gegründete Mannheimer Bankhaus als ein Vorgänger der Deutschen Bank bezeichnet werden.